# Sárolta Máthé
Sárolta Lukács (née Máthé) is een voormalig Hongaars professioneel tafeltennisster. Zij is drievoudig Europees kampioene.
Tot 1963 kwam ze uit onder haar meisjesnaam Máthé. Na haar huwelijk nam ze de naam van haar echtgenoot aan.

## Belangrijkste resultaten
- Goud met het team op de Europese kampioenschappen 1960.
- Goud in het gemengd dubbelspel op de Europese kampioenschappen 1964 met Péter Rózsás.
- Goud met het team op de Europese kampioenschappen 1966.
- Zilver in het vrouwen dubbelspel op de Europese kampioenschappen 1960 met Éva Kóczián.
- Zilver met het team op de Europese kampioenschappen 1964.
- Brons met het team op de wereldkampioenschappen 1963.
- Brons met het team op de wereldkampioenschappen 1967.
- Brons in het enkelspel op de Europese kampioenschappen 1960.
- Brons in het gemengd dubbelspel op de Europese kampioenschappen 1960 met Zoltan Bubonyi.
- Brons in het vrouwen dubbelspel op de Europese kampioenschappen 1964 met Angela Papp.
- Brons in het gemengd dubbelspel op de Europese kampioenschappen 1966 met Péter Rózsás.